# Jimmy Bilsbury
James Robert « Jimmy » Bilsbury (né le 2 novembre 1942 à Liverpool, mort le 10 mars 2003 à Bonn) est un auteur-compositeur-interprète anglais, qui fit carrière en Allemagne avec le groupe, Les Humphries Singers, représentant l'Allemagne au Concours Eurovision de la chanson 1976.

## Biographie
Bilsbury joue avec des groupes tels que le Ray Johnson Skiffle Group, The Nightboppers, The Beat Boys et the Hammers et chante et écrit pour The Sabers qui deviennent The Magic Lanterns qu'il quitte en 1972.
En 1970, il fonde Les Humphries Singers avec Les Humphries. Il est le chanteur principal de nombreux titres et est également l'un des six membres qui représentent l'Allemagne au Concours Eurovision de la chanson en 1976 avec Sing Sang Song, écrite par Ralph Siegel et Kurt Hertha, quinzième du concours.
Aux côtés de Drafi Deutscher et Joe Menke, Bilsbury co-écrit la chanson Belfast pour Boney M.
Gravement alcoolique pendant des années, l'ancien millionnaire Bilsbury se retrouve dans la misère et vit de l'aide sociale. En 2003, il est retrouvé mort dans sa chambre de 8 m2 dans un refuge pour sans-abri à Bonn. L'autopsie révèle qu'il est décédé d'une insuffisance cardiaque trois jours plus tôt. Ses cendres sont enterrées au cimetière forestier de Gauting, lors d'une cérémonie à laquelle assiste son fils de 16 ans.